# Абаулин, Валентин Иванович
Валентин Иванович Абаулин (29 августа 1933 — 4 апреля 1980) — советский спортсмен (русские шашки) и учёный (в области вооружений). Чемпион СССР по русским шашкам (1954, 1962), кандидат технических наук (1962). Гроссмейстер СССР.

## Биография
Родители Валентина были родом из Плавского района Тульской области. Отец — Иван Фёдорович, бригадный комиссар, сменил много городов по делам службы. Так, Валентин родился 29 августа 1933 года в Калинине (ныне Тверь). К этому времени у него уже была старшая сестрёнка, а потом появилась и младшая. Перед началом Великой Отечественной войны семья проживала в Тбилиси. После того, как было получено известие о пропаже без вести Ивана Фёдоровича в 1942 году, Екатерина Ивановна с детьми переехала на малую родину под Плавском и лишь потом перебралась с детьми в Тулу.
Обучался в школе № 4, где чуть ранее обучался Алексей Степанович Суэтин, будущий шахматный международный гроссмейстер, заслуженный работник физкультуры России, заслуженный тренер России.
Окончил Тульский механический институт.
Участвовал в 9 чемпионатах СССР по русским шашкам и 7 раз становился призёром. Двукратный чемпион СССР: 16-й чемпионат — Кишинёв, 1954 и 22-й чемпионат — Харьков, 1962. В дополнительном матче за 1 место Чемпионата СССР 1962 года. обыграл в Орехово-Зуево В. Городецкого 3,5:2,5. Также 4 раза занимал 2 место — в 17-м (Баку, 1955), 21-м (Таганрог, 1961), 24-м (Смоленск, 1964) и 25-м (Лиепая, 1965) Чемпионатах СССР. 3 место — в 23-м чемпионате СССР (Лиепая, 1963). Участник 1-го чемпионата СССР по международным шашкам — Ленинград, 1954. Мастер спорта СССР (1954), гроссмейстер с 1962 года. Четырёхкратный чемпион РСФСР по русским шашкам.
В Туле проходит Мемориал Валентина Абаулина, в некоторые годы собирающий сильнейший состав игроков в русские шашки, включая тех, кто давно перешёл на международные шашки. Мемориал 2007 года собрал 14 участников и почти все из них гроссмейстеры, когда-то выигрывавшие мировую корону. Фактически чемпионат мира выиграл стоклеточник Александр Георгиев, причём действующий чемпион мира в 64 на то время — Николай Стручков — занял последнее место.
Жил в Туле. Работал инженером конструкторского бюро одного из оборонных заводов, а затем директором научно-исследовательского института.

Его имя, крупнейшего учёного, автора многих научных работ было почти неизвестно землякам. Гриф «Строго секретно» стоял не только на его научной деятельности, но и на самой жизни учёного.— http://www.tulaschool.ru/default/museum/56/69/
Юрий Арустамов вспоминает о друге:

 Для нашего поколения Валентин был кумиром. Он первым показал, что можно не только играть на равных с именитыми стариками, большинству из которых было по 30-40 лет(!), но и опережать их.
В 21 год он уже был чемпионом СССР. В ранге чемпиона в 1955 приехал к нам в Баку для участие в финале XVII первенства страны.
Абаулин же свои главные победы одерживал в самом деле без отрыва от своей науки. А наука у него была хитрая, мудрёная — оружейная.
Легко став кандидатом наук, Абаулин так же стремительно подготовил и докторскую диссертацию. Но её зарубили конкурирующие организации — военно-промышленный комплекс — это вам не институт благородных девиц. И тогда Валентин взялся за совершенно другую тему и вновь написал с листа докторскую, но времени на её защиту судьба ему уже не отпустила. И всё же его вклад в обороноспособность страны был достаточно весомым.— Арустамов. Были молодость и силы